# الأبولو رودس

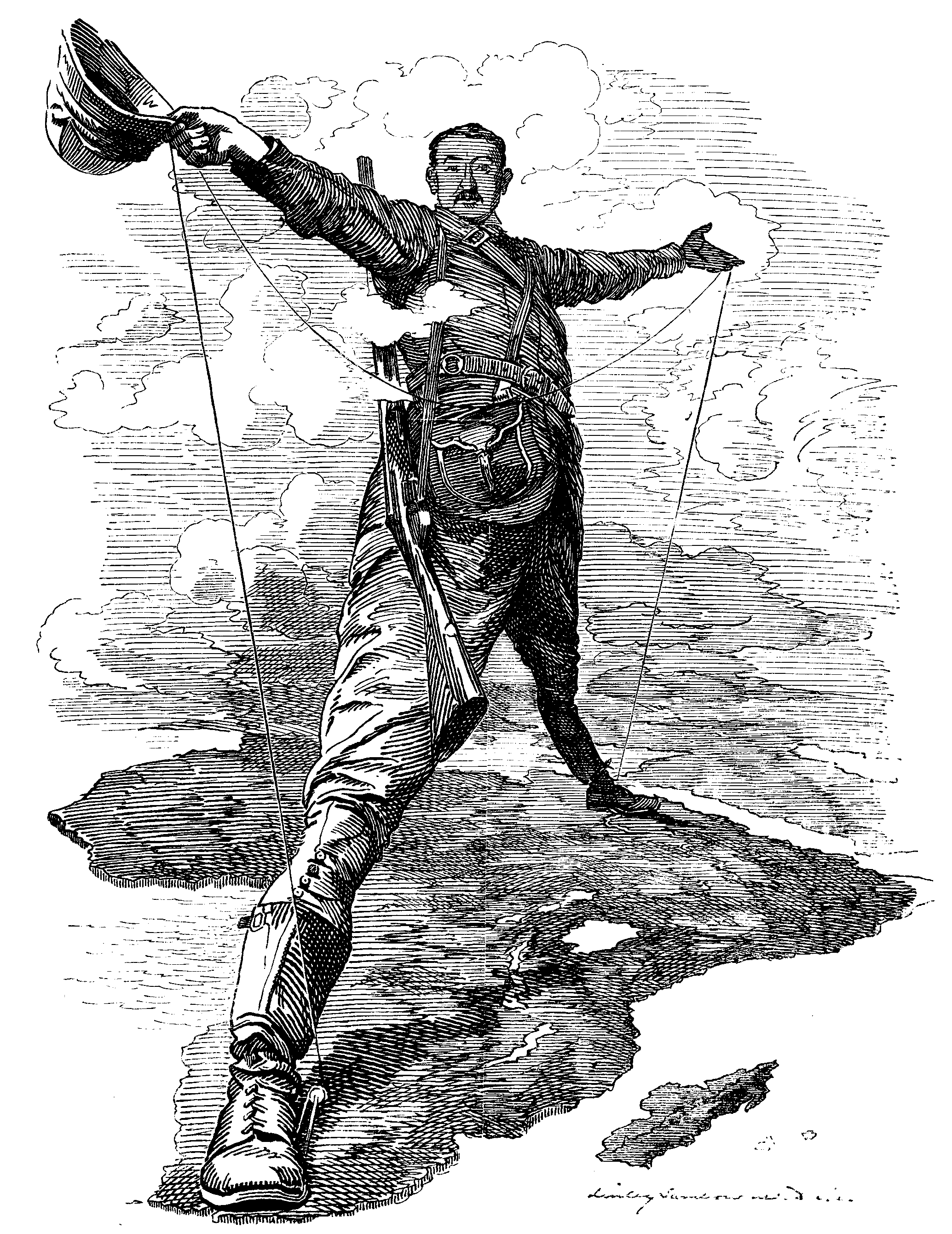
الأبولو رودس

الأبولو رودس (بالإنجليزية: The Rhodes Colossus) هو أيقونة كرتونية ظهرت في بعض المجلات والكتب في زمن التزاحم الاستعماري على قارة أفريقيا ولتصبح الرسمة الأكثر تجسيدا لتلك الفترة التاريخية، يمثل الأبولو رودس عجبة رودس العالمية أبولو رودس ولكن بشكل رجل بريطاني باسط قدميه على القارة الأفريقية من كيب جنوبا إلى القاهرة شمالا وهما جوهرتي التاج البريطاني في القارة الأفريقية في عصرها الاستعماري.
الذي رسم الأبولو رودس هو ادوارد لينلي سامبور (Edward Linley Sambourne) وظهرت رسمته لأول مرة على غلاف مجلة اللكمة (Punch magazine) في عام 1892. وقد أعيدت طباعتها على نطاق واسع في وقتها وأصبحت منذ ذلك الحين معيار لإيضاح تلك الحقبة التاريخية.